# 赫魯曉瓦米基蒂夫卡
50°3′33″N 35°29′39″E / 50.05917°N 35.49417°E
赫魯曉瓦米基蒂夫卡（羅馬化：Khrushchova Mykytivka）是位於烏克蘭東部哈爾科夫州博霍杜希夫區博霍杜希夫市鎮的村莊。該村始建於1676年，面積3.7平方公里，海拔高度138米，2001年人口683，人口密度每平方公里185人。
1676年村莊名為米基蒂夫卡。1738年啟用至今的村名源自建村者米基塔·謝年科（其為烏曼哥薩克軍團上將）和後來的擁有者伊凡·赫魯曉夫上將之名，與蘇共總書記（即蘇聯領導人）尼基塔·赫魯曉夫無關（其烏克蘭名譯為「米基塔·赫魯曉夫」）。